# Kaylee McKeown
Kaylee Rochelle McKeown (ur. 12 lipca 2001 w Brisbane) – australijska pływaczka specjalizująca się w stylu grzbietowym, pięciokrotna mistrzyni olimpijska, mistrzyni globu, rekordzistka świata na 200 m stylem grzbietowym.

## Kariera
W 2017 roku na mistrzostwach świata w Budapeszcie płynęła w eliminacjach sztafet mieszanych 4 × 100 m stylem zmiennym, gdzie wraz z Matthew Wilsonem, Grantem Irvinem i Shayną Jack ustanowiła nowy rekord Australii i Oceanii. Otrzymała srebrny medal po tym jak Australijczycy zajęli w finale drugie miejsce. Na dystansie 200 m stylem grzbietowym zajęła czwarte miejsce i z czasem 2:06,76 min ustanowiła rekord świata juniorek.
13 czerwca 2021 roku podczas kwalifikacji olimpijskich w Adelaide z czasem 57,45 pobiła rekord świata w konkurencji 100 m stylem grzbietowym.
Miesiąc później, na igrzyskach olimpijskich w Tokio zwyciężyła na dystansie 100 m stylem grzbietowym i z czasem 57,47 ustanowiła nowy rekord olimpijski.

## Życie prywatne
Jej siostra, Taylor, jest wicemistrzynią olimpijską w pływaniu.